# Maurice Lehmann

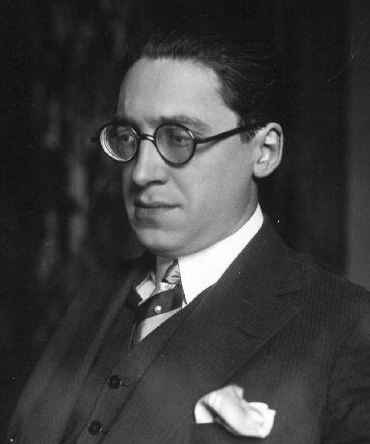
Maurice Lehmann (1940)

Maurice Lehmann (* 14. Mai 1895 in Paris; † 17. Mai 1974 ebenda) war ein französischer Theater- und Filmregisseur, Theaterleiter, Produzent und Schauspieler.

## Leben und Wirken
Lehmann leitete ab 1929 vierzig Jahre lang das Théâtre du Châtelet und brachte dort Operetten auf die Bühne wie Mississipi (mit dem berühmten Old man river), Robert le pirate, Sidonie Panache, Rose de France, Au soleil du Mexique, Nina Rosa, Valses de Vienne und Ignace. Zu den mitwirkenden Schauspielern zählten u. a. André Baugé, Edmée Favart, Fernandel, Nicky Nancel und Jacques Chazot. Selbst trat er an Albert Willemetz’ Théâtre des Nouveautés in Toi cest moi, Normandie, Azor mit dem Duo Pills et Tabet, Ginette Leclerc, Duvaleix, Pauline Carton, Fernand Gravey, Marie Dubas und Yvonne Printemps und mit Pierre Fresnay in Trois valses auf.
1923 spielte Lehmann in Léonce Perrets Film Koenigsmark die Titelrolle. In Zusammenarbeit mit Claude Autant-Lara drehte er in den 1930er Jahren drei erfolgreiche Filme: L'affaire du courrier de Lyon (1937; nach einem Drehbuch von Léon Poirier, mit Roger Karl und Blanche Montel), Le ruisseau (1938) und Fric-Frac (1939). Allein Regie führte er in Une jeune fille savait (1948).